# Löchgau
Löchgau es un municipio alemán perteneciente al distrito de Luisburgo de Baden-Wurtemberg.

## Localización
Se ubica unos 15 km al noroeste de la capital distrital Luisburgo.

## Historia
Se conoce su existencia desde la Edad Media. En el siglo XIV era una localidad dividida en dos partes. En 1484, la parte de Löchgau que pertenecía al Electorado del Palatinado fue permutada con el Condado de Wurtemberg a cambio de su parte de Ingersheim. En 1506, la otra parte de Löchgau fue permutada con Freudental por Ulrico de Wurtemberg y Konrad Schenk von Winterstetten. Entre 1529 y 1595 estuvo la localidad dividida entre Baden y Wurtemberg. En 1595, Federico I de Wurtemberg
adquirió la parte de Baden y desde entonces esta localidad pertenece completamente a Wurtemberg.

## Demografía
A 31 de diciembre de 2015 tiene 5536 habitantes.